# Sorindeia winkleri
Sorindeia winkleri är en sumakväxtart som beskrevs av Adolf Engler. Sorindeia winkleri ingår i släktet Sorindeia och familjen sumakväxter. Inga underarter finns listade i Catalogue of Life.